# Bišnuprijskomanipurská Wikipedie
Bišnuprijskomanipurská Wikipedie je jazyková verze Wikipedie v bišnuprijskomanipurštině (jazyk indického státu Ásám). Byla založena v listopadu 2006. V lednu 2022 obsahovala přes 25 000 článků a pracovali pro ni 3 správci. Registrováno bylo přes 22 000 uživatelů, z nichž bylo asi 33 aktivních. V počtu článků byla 115. největší Wikipedie.